# Frank Maier-Solgk
Frank Maier-Solgk (* 28. Januar 1959 in München) ist ein deutscher Buchautor und Journalist.

## Leben und Bildung
Frank Maier-Solgk, Sohn des Malers und Grafikers Wilhelm Maier-Solgk, studierte an der Ludwig-Maximilians-Universität München sowie der Ruprecht-Karls-Universität Heidelberg, wo er sein Studium der Neueren Deutschen Literatur, der Philosophie, Kunstgeschichte und des öffentlichen Rechts 1990 mit einer Dissertation über Robert Musils Mann ohne Eigenschaften (summa cum laude) abschloss.
Er ist im Schwerpunkt als Buchautor und freiberuflicher Journalist tätig. Regelmäßige Beiträge sowohl in Fachzeitschriften (Dt. Architektenblatt, Weltkunst, Bauwelt, topos, garten + landschaft) sowie Tages- und Wochenzeitungen (FAZ, DIE ZEIT, Die Welt) behandeln architektur- und kunst- sowie kultur- und literaturhistorische Themen. Er ist auch als unabhängiger Redner tätig. Er lebt und arbeitet heute in Düsseldorf und München.

## Publikationen

### Bücher
- Renaissancegärten in Italien. Dortmund 1991 (Harenberg Edition) ISBN 3-88379-635-2 (ital.: Ausgabe, 1993, ISBN 88-7774 349 2)
- Bretagne. München 1992 (Prestel ADAC Verlag, 2021, 7. Auflage) ISBN 978-3-95689-655-2
- Schloß Dyck – Historischer Park und neue Gärten. Jüchen, 2002 (Stiftung Schloss Dyck) ISBN 3-9808216-1-7
- Horace Walpole, Über die englische Gartenkunst (Hrsg.). Heidelberg 2004 (Manutius Verlag) ISBN 3-925678-35-2
- Reise nach Böhmen. Dortmund 2005 (Harenberg Edition) ISBN 3-88379-686-7 <2980>
- Die neuen Museen. München 2002 (DVA) ISBN 3-8321-7531-8
- Stadtplätze in Europa. München 2005 (DVA) ISBN 3-421-03375-7
- Neue Museen in Europa. München 2008 (DVA) ISBN 978-3-421-03669-8
- Landschaftsgärten in Deutschland. München 2009 (DVA) ISBN 3-421-03143-6
- Alte Synagoge Essen, Haus der Jüdischen Kultur. Die neuen Architekturführer, Bd. 164, Berlin 2011 (Broschüre) ISBN 978-3-86711-159-1
- Theater und Philharmonie Essen. Grillo-Theater, Aalto-Theater. Philharmonie. Die Neuen Architekturführer, Nr. 174. Berlin 2012. (Broschüre) ISBN 978-3-86711-187-4
- Balance – 80 Jahre HPP Architekten. Berlin, 2013 (Hatje Cantz Verlag) ISBN 978-3-7757-3688-6
- Gärten & Parks in Paris and in der Ile de France. München 2014 (Dt. Verlags Anstalt) ISBN 978-3-421-03873-9
- Gärten & Parks im Rhein-Kreis Neuss. Düsseldorf 2019 (Grupello Verlag) ISBN 978-3-89978-272-1. (online)
- Green fields – Skulpturen in natürlichen Räumen. Weimar 2023 (VDG, Weimar) ISBN 978-3-89739-975-4 (online)

### Essays (Auswahl)
- Musil und die problematische Politik – Robert Musil und Carl Schmitt. Zum Verhältnis von Politik und Literatur bei Robert Musil. In: Orbis Litterarum, 1991.
- Fremde Impulse, moderne Zeiten, Schlaglichter zur baulichen Entwicklung des Ruhrgebiets. In: M. Harzenetter, W. Hauser, U. Mainzer, D. Zeche (Hg.): Fremde Impulse, Münster 2010, S. 26–273. Die Karikatur – eine moralische Geschichtsbetrachtung. In: Geld ist nicht genug. Wiesbaden 1998 (Dt. Pfandbriefanstalt, Katalogbeitrag) Thomas Mann. In: Das Buch der 1000 Bücher, Dortmund 1999 Vom Wiedererwachen einer Utopie. Zum 50. Todestag von Robert Musil. In: Communio. Internationale katholische Zeitschrift, 1992.
- Globaler Ort und site specific: Museumsperspektiven 2010. In: KUNST:PHILOSOPHIE 2009–2011 – ein Kooperationsprojekt der Kulturstiftung des Bundes und der Ludwig-Maximilians-Universität München Oktober 2010
- Terrain, Landschaftsarchitekten in NRW (Broschüre), hg. v. der Architektenkammer NRW, Düsseldorf, 2013
- Private Eleganz. Moderne Haus- und Villengärten. In: C. Baier, S. Schweizer, D. Törkel (Hg.): Gärten und Parks in Düsseldorf, Düsseldorf 2017, S. 73–78
- The English Embassy. Richmond Park & Lancelot Brown in Deutschland, in: Die Gartenkunst, 2017 (2), S. 243–249
- Zur Aktualität des Bauhauses. In Thorsten Scheer (Hg.), Neues Bauen im Westen, Köln 2019, S. 157–193
- Von den Hängenden Gärten zur Zeitgenössischen Hortitecture. In: Stefan Schweizer; Die hängenden Gärten von Babylon, Berlin 2020 (Wagenbach Verlag), S. 161–191
- Nachhaltige Architektur für die Innenstadt. In Stadt als Natur. DGGL-Themenbuch 17, München 2022, S. 89–91.
- Kunst im Berne Park. In: Emscher Genossenschaft (Hg.): Emscher 20 | 21+. Transformation, Städtebau und BlauGrüne Infrastruktur einer urbanen Flusslandschaft in der Metropole Ruhr. Essen, 2022, S. 196–201.

### Zeitungsartikel (Auswahl)
- Heckenschneiden als schöne Kunst betrachtet, FAZ, Febr. 2013
- MuCEM und Villa Mediterranée. Schwarz und Weiß. Marseille Kulturhauptstadt, Bauwelt, (Mai 2014)
- Auf diese Saudis können Sie bauen, Die Welt, (Febr. 2016)
- Fern der Welt dem Ruhm entgegen, mare No. 114 (April 2016)
- Bei ihm gingen die amerikanischen Heroen in die Lehre. Das Museum Quadrat Bottrop, DIE ZEIT (alle wieder abgedr.: in Hanno Rauterberg (Hrsg.): DIE ZEIT Museumsführer, Hamburg 2010 und 2012)
- Im Land des Stahls, Das Leopold-Hoesch-Museum, Düren, DIE ZEIT
- Aufbruch in eine lichtere Freiheit, Das Fritz-Winter-Haus, Ahlen, DIE ZEIT
- Mit dem Stift gelacht. Das Dt. Museum für Karikatur und Zeichenkunst WILHELM BUSCH Museum, Hannover, DIE ZEIT
- Ein Projekt der Demokratie. Das Skulpturenmuseum Marl, DIE ZEIT
- Von Blumen, Düften und galanten Festen. Das Museum für Europäische Gartenkunst in Düsseldorf, Die Zeit
- Ein Gartendirektor setzt sich durch, FAZ (Januar 2016)
- Ein Avantgardist auf dem Kriegspfad, FAZ (Juli, 2018)
- Schmuckstücke und Sorgenkinder. Die Opernhäuser in NRW, Deutsches Architektenblatt, 9, 2019
- Blaugrüner Stadtumbau, Bauwelt, 2 2020 Lancelot Brown 200 Jahre, Ga+La, 4-2019
- Man sieht sich immer zwei Mal. Cradle to Cradle ist machbar, Deutsches Architektenblatt, 4, 2020
- Recht und Billig. Neue Konzernzentralen von Lidl und Aldi, Deutsches Architektenblatt, 11, 2022
- Paradigmenwechsel in Grün. Neue Parkentwicklungen in Paris. Archithese, Nr. 5, 2022
- „Wie Phönix aus der Asche“, Der Emscher-Umbau, Deutsches Architektenblatt, 11, 2023